# Non chiamarmi mai
Non chiamarmi mai è un singolo del musicista francese Cerrone, pubblicato il 27 maggio 2022.

## Descrizione
Il singolo ha visto la partecipazione del duo Colapesce Dimartino ed è una rivisitazione del brano Call Me Tonight del musicista francese.

## Video musicale
Il videoclip del brano è stato pubblicato in concomitanza del lancio del singolo sul canale YouTube di Cerrone.

## Tracce
Testi di Lorenzo Urciullo, Antonino Di Martino e Alain Wisniak, musiche di Marc Cerrone.
1. Non chiamarmi mai – 3:28